# Harry Bild
Pour les articles homonymes, voir Bild (homonymie).
Harry Bild, né le 18 décembre 1936 à Växjö et mort le 16 janvier 2025, est un footballeur professionnel suédois.

## Biographie

### Carrière
Natif de Växjö, c'est pourtant dans le club de l'IFK Norrköping qu'il commence sa carrière de joueur durant les années 1950.
Il devient professionnel lorsqu'il part jouer en Suisse pour le FC Zurich puis aux Pays-Bas au Feyenoord, avec qui il inscrit 39 buts en 52 matchs. Il rentre ensuite au pays pour jouer au Östers IF en 1967 et remporte le championnat national suédois en 1968. Entre 1968 et 1973, il inscrit en tout 42 buts en 113 matchs pour Östers.
Harry Bild joue en tout 28 matchs pour l'équipe de Suède et remporte le Guldbollen en 1963.